# ラトステロールオキシダーゼ
ラトステロールオキシダーゼ（lathosterol oxidase）は、ステロイド生合成酵素の一つで、次の化学反応を触媒する酸化還元酵素である。
5α-コレスト-7-エン-3β-オール + NAD(P)H + H+ + O2 {\displaystyle \rightleftharpoons } コレスタ-5,7-ジエン-3β-オール + NAD(P)+ + 2 H2O
この酵素の基質は5α-コレスト-7-エン-3β-オール、NADH（NADPH）とO2で、生成物はコレスタ-5,7-ジエン-3β-オール、NAD（NADP+）とH2Oである。補因子としてFAD、FMNを用いる。
組織名は5α-cholest-7-en-3β-ol,NAD(P)H:oxygen 5-oxidoreductaseで、別名にΔ7-sterol Δ7-dehydrogenase、Δ7-sterol 5-desaturase、Δ7-sterol-C5(6)-desaturase、5-DESがある。